# Мазур Микола Іванович
Мико́ла Іва́нович Ма́зур (2 січня 1948 — 10 жовтня 2015) — монументаліст, скульптор, живописець-станковіст, графік, педагог. Заслужений художник України з 1996 року. Народний художник України з 2008 року. Почесний громадянин міста Хмельницького.

## Життєпис
Народився 2 січня 1948 року у Кущівському зернорадгоспі Кущівського району Краснодарського краю Росії.
Закінчив Одеське художнє училище ім. М. Б. Грекова (1963—1968).
З 1968 по 1979 роки викладав у Хмельницькій дитячій художній школі, з 1973 р. — її директор. З 2002 р. — старший викладач фахових дисциплін відділення «Дизайн» Хмельницького державного університету, з 2004 — доцент кафедри дизайну Хмельницького національного університету, з 2006 — керівник навчально-творчої майстерні ХНУ.
Брав участь у виставках різних рівнів з 1972 р. Член Національної спілки художників України з 1987 р. З  7.01.1992 по 27.07.1992 р. — голова правління Хмельницької обласної організації Національної спілки художників України. 
Твори зберігаються в музеях міст Хмельницького, Вінниці, Чернівців, Одеси, Силістри (Болгарія), Бора, Белграда (Сербія), Модесто (США), в приватних колекціях в Україні, Росії, Бельгії, Болгарії, Ізраїлі, Канаді, Німеччині, Литві, Польщі, Сербії, США.
Помер після важкої хвороби у ніч з 9 на 10 жовтня 2015 року.

## Сім'я
- Дружина — Мазур Людмила Олександрівна, художник-графік
- Син — Мазур Богдан Миколайович, скульптор
- Донька — Мазур Оксана Миколаївна, художник і мистецтвознавець

## Вшанування пам'яті
У 2015 році вийшла книга "Молитва Миколи Мазура за Україну", присвячена світлій пам'яті видатного митця.
У 2016 році на честь Миколи Мазура названа вулиця у мікрорайоні Заріччя м.Хмельницький.
У 2018 році в Хмельницькій обласній бібліотеці відбулася віртуальна виставка до 70-річчя художника "Віра.Надія.Любов"
У грудні 2022 року в Хмельницькому обласному художньому музеї відкрилася ювілейна виставка Людмили та Миколи Мазурів "Окрилені", на якій були представлені архівні фото, ескізи та роботи художника, більшість яких до цього не експонувалися - від перших юнацьких до останніх, на теми Майдана та російсько-української війни.

## Творчість

### Виставки
Персональні виставки
- 1986 — Чернівці, виставковий зал Спілки художників
- 1988 — Хмельницький, виставковий зал Художнього фонду
- 1991 — Хмельницький, виставковий зал Спілки художників
- 1992 — Вінниця, виставковий зал обласного краєзнавчого музею
- 1992 — Рівне, виставковий зал Спілки художників
- 1992 — Чернівецький художній музей
- 1994 — Хмельницький обласний художній музей, виставка родини Мазурів
- 1995 — Хмельницький обласний художній музей
- 1996 — Хмельницький обласний художній музей
- 1998 — Хмельницький, виставковий зал Спілки художників
- 1998 — Кам'янець-Подільський, картинна галерея Кам'янець-Подільського історичного музею-заповідника
- 1999 — Хмельницький, Національна академія Державної прикордонної служби України імені Богдана Хмельницького
- 1999 — Київ, галерея «Ява»
- 2001 — Київ, Український дім
- 2003 — Нетішин, галерея «Арт-Пласт»
- 2010 — Київ, галерея АВС-арт
- 2015 — Хмельницький обласний художній музей[7]
- 2016 — Хмельницький обласний художній музей[8]
- 2016 — Експозиційна частина Сервісного центру ПАТ «Хмельницькобленерго»[9]
- 2017 — Хмельницька дитяча школа образотворчого та декоративно-прикладного мистецтва[10]
- 2017 — Київ, виставкова зала НСХУ[11]
- грудень 2022-лютий 2023 — Хмельницький обласний художній музей

### Вибрані твори
Монументальне мистецтво
- Скульптурна композиція «Веселий потяг» в кінотеатрі «Планета», Хмельницький (1989—1991)
- «Ангел скорботи», пам'ятник жертвам репресій комуністичного режиму, Хмельницький (1998)
- Пам'ятник «Героям Чорнобиля — пожежникам», Хмельницький (2004)[12]
- Меморіал «Подолянам, полеглим в Афганістані та інших локальних війнах», Хмельницький (2007)[13]
- Експозиція Музею пам'яті жертв Голодомору 1932—1933 років на Хмельниччині, Меджибіж (2008)
- Монумент «Сини мої соколи», Заповідник «Гетьманська столиця» (2009)
- Пам'ятник «Молитва за Україну», Заповідник «Гетьманська столиця» (2009)
- Пам'ятний знак «Шаблі», на честь 350-річчя перемоги в Конотопській битві, Шаповалівка (2009)[14]
- Монумент «Віра, Надія та Любов», Хмельницький (2011)[15]
- Пам'ятник Героям Небесної Сотні, Хмельницький (2017)

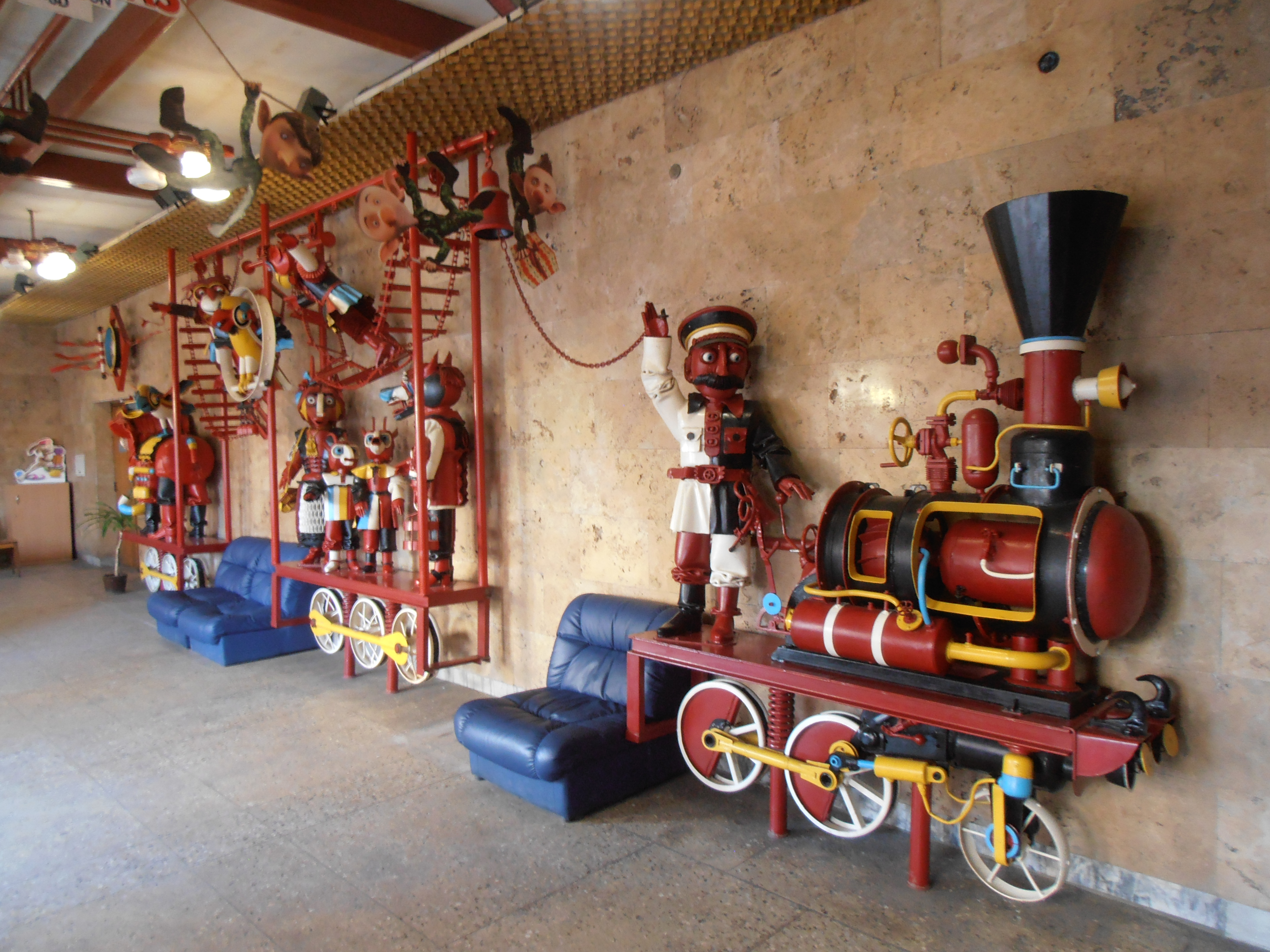
Скульптурна композиція «Веселий потяг»
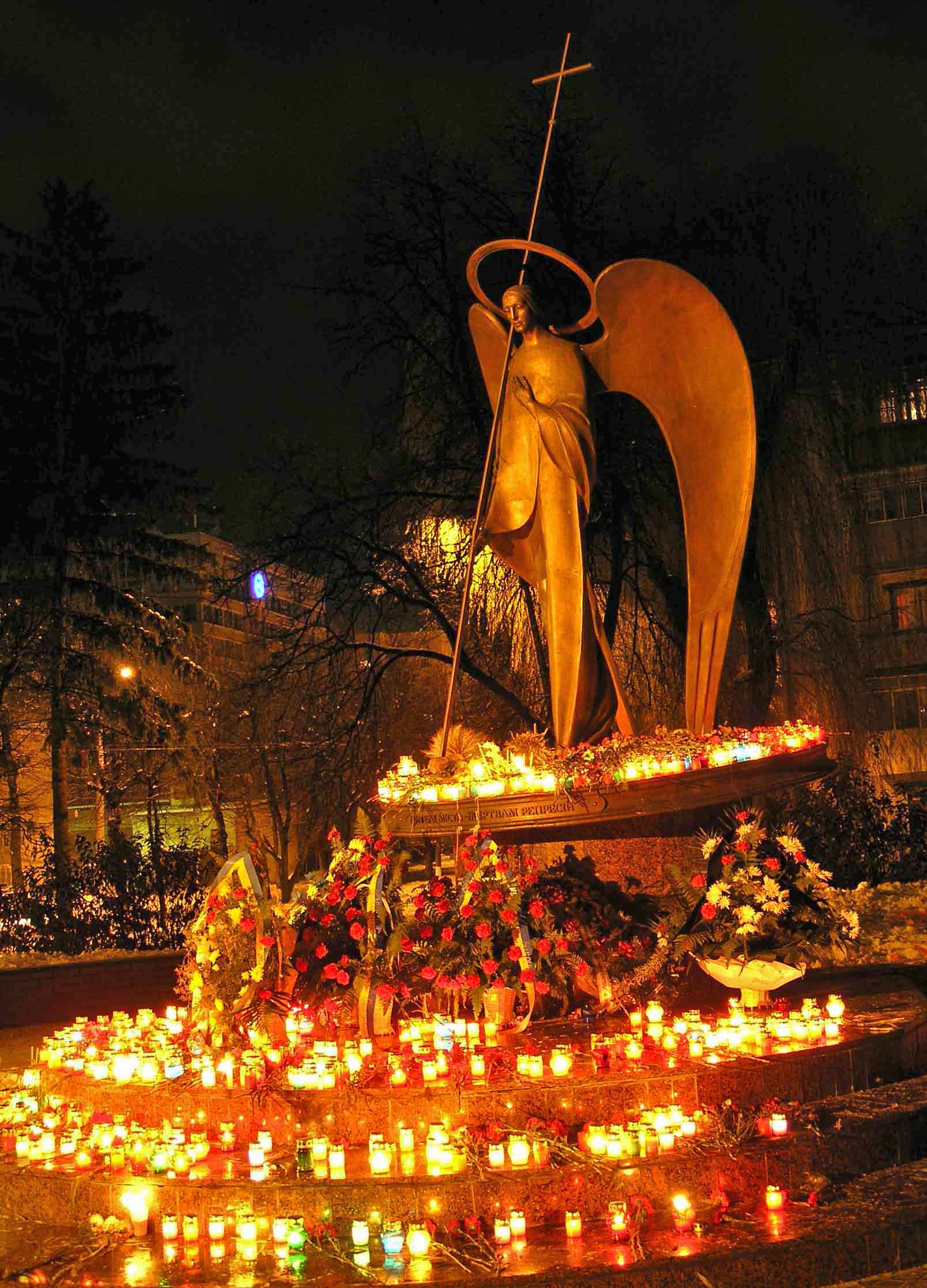
Пам'ятник «Ангел скорботи»
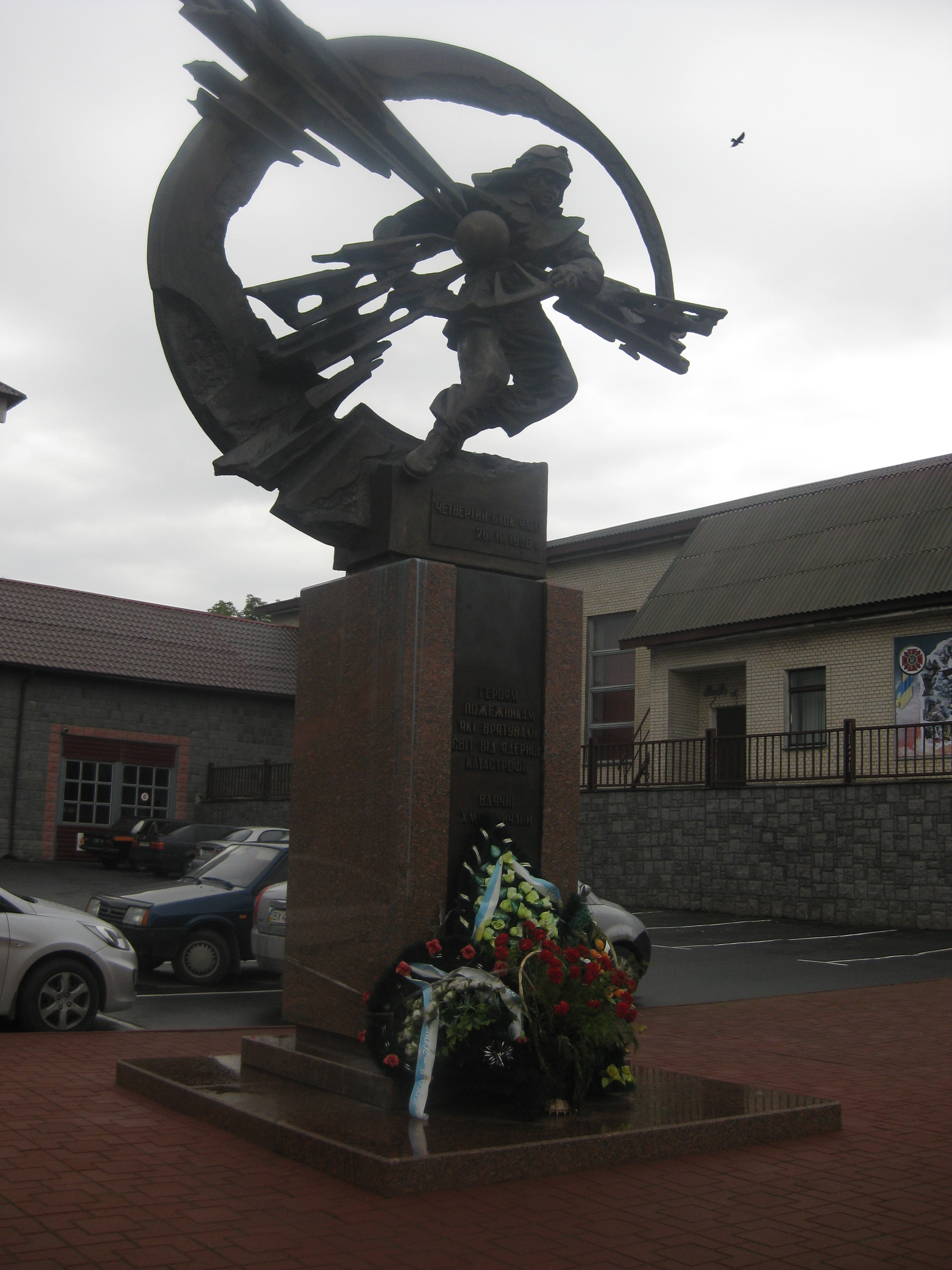
Пам'ятник «Героям Чорнобиля — пожежникам»
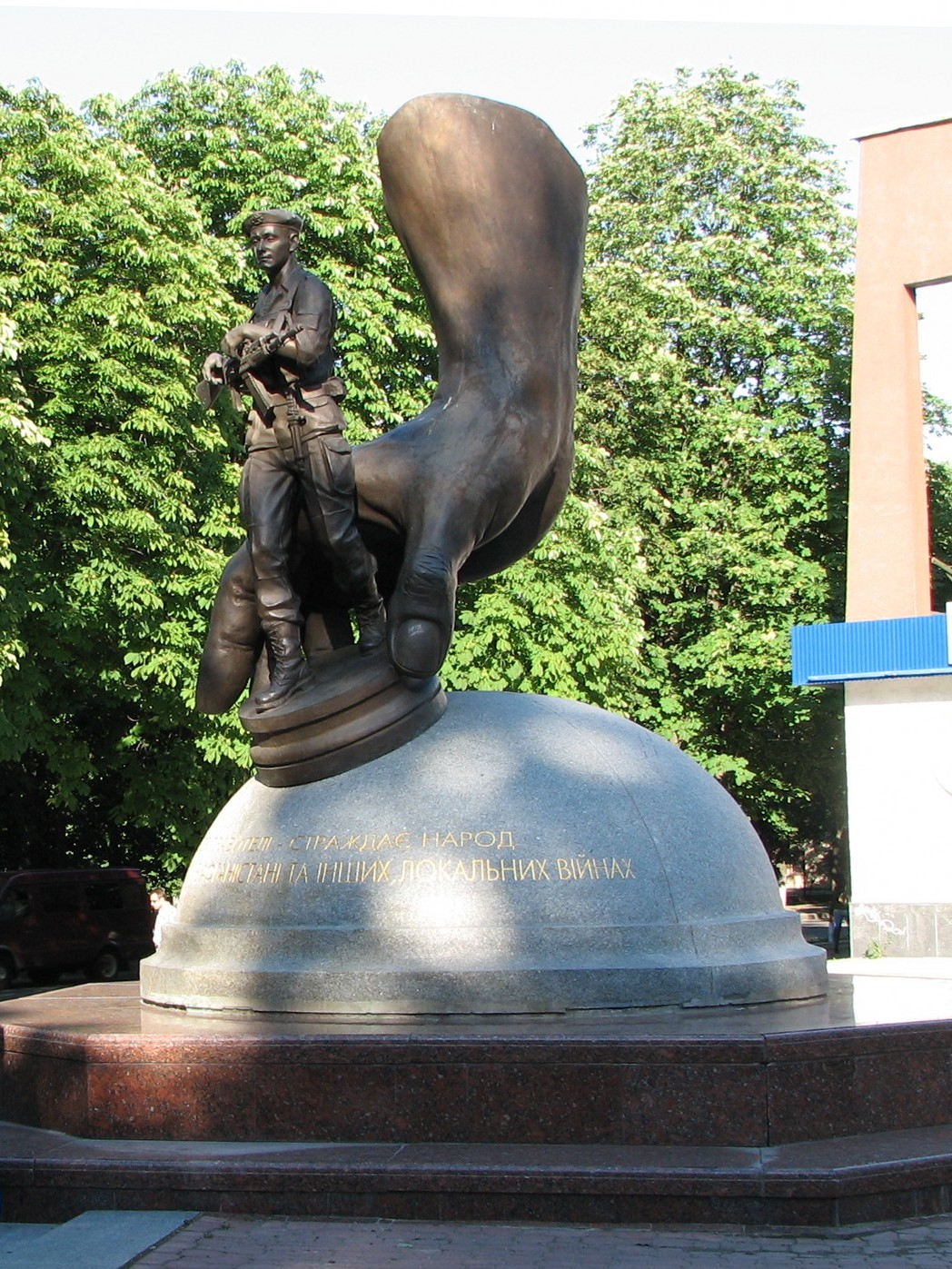
Меморіал «Подолянам, полеглим в Афганістані та інших локальних війнах»
Пам'ятник «Молитва за Україну»
Пам'ятний знак «Шаблі»
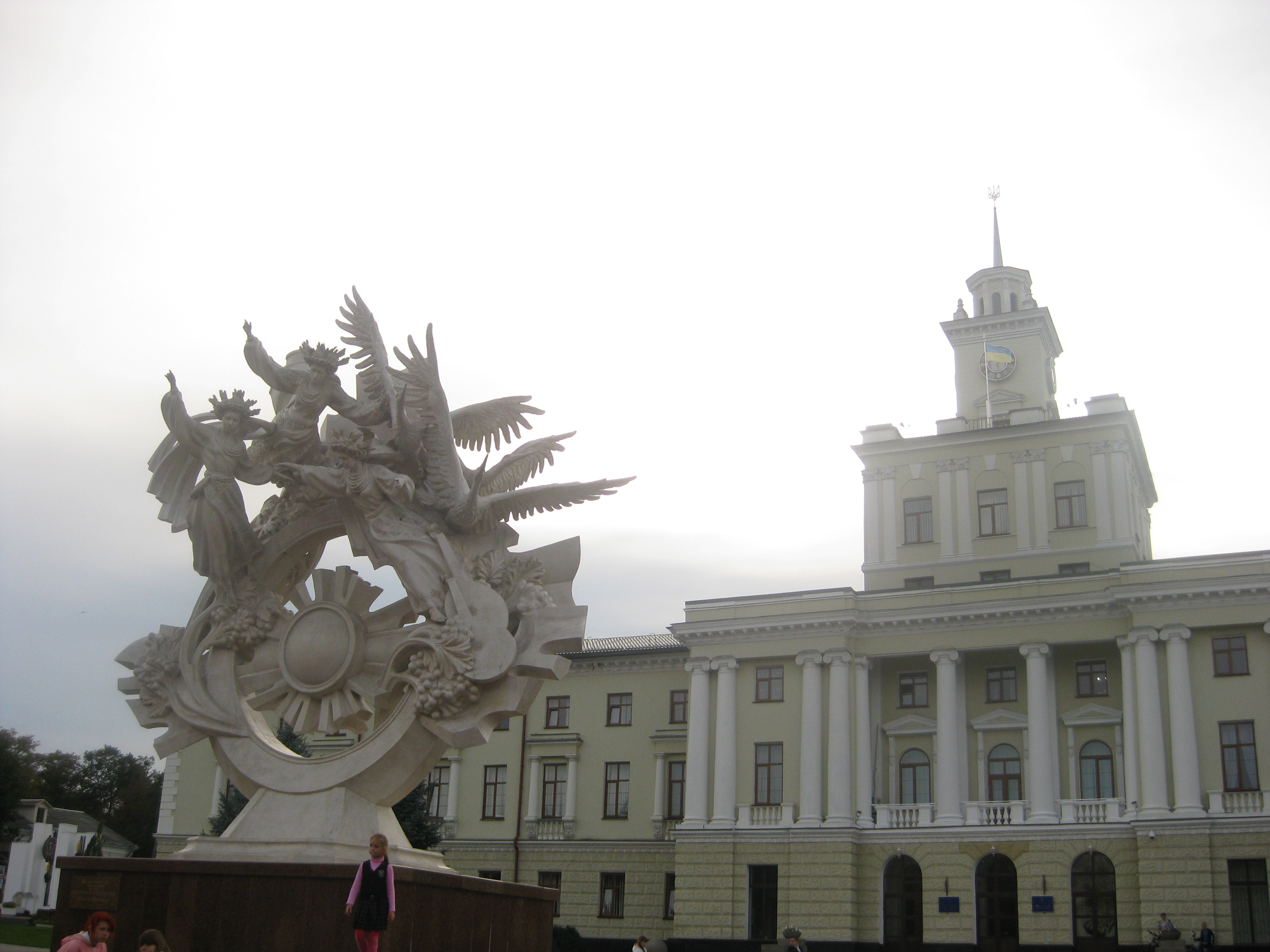
Монумент «Віра, Надія та Любов»

Експозиція Музею пам'яті жертв Голодомору 1932—1933 років на Хмельниччині
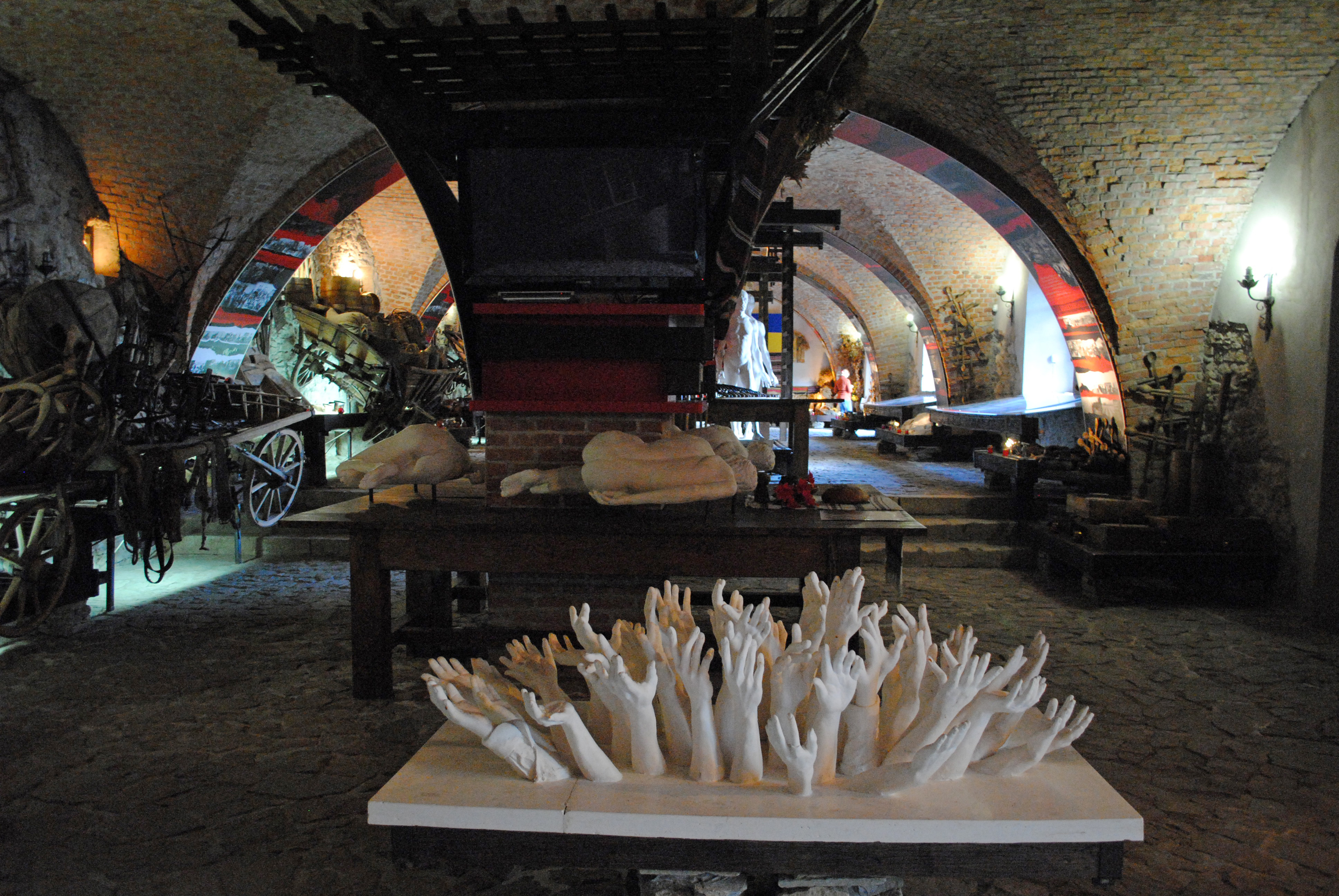
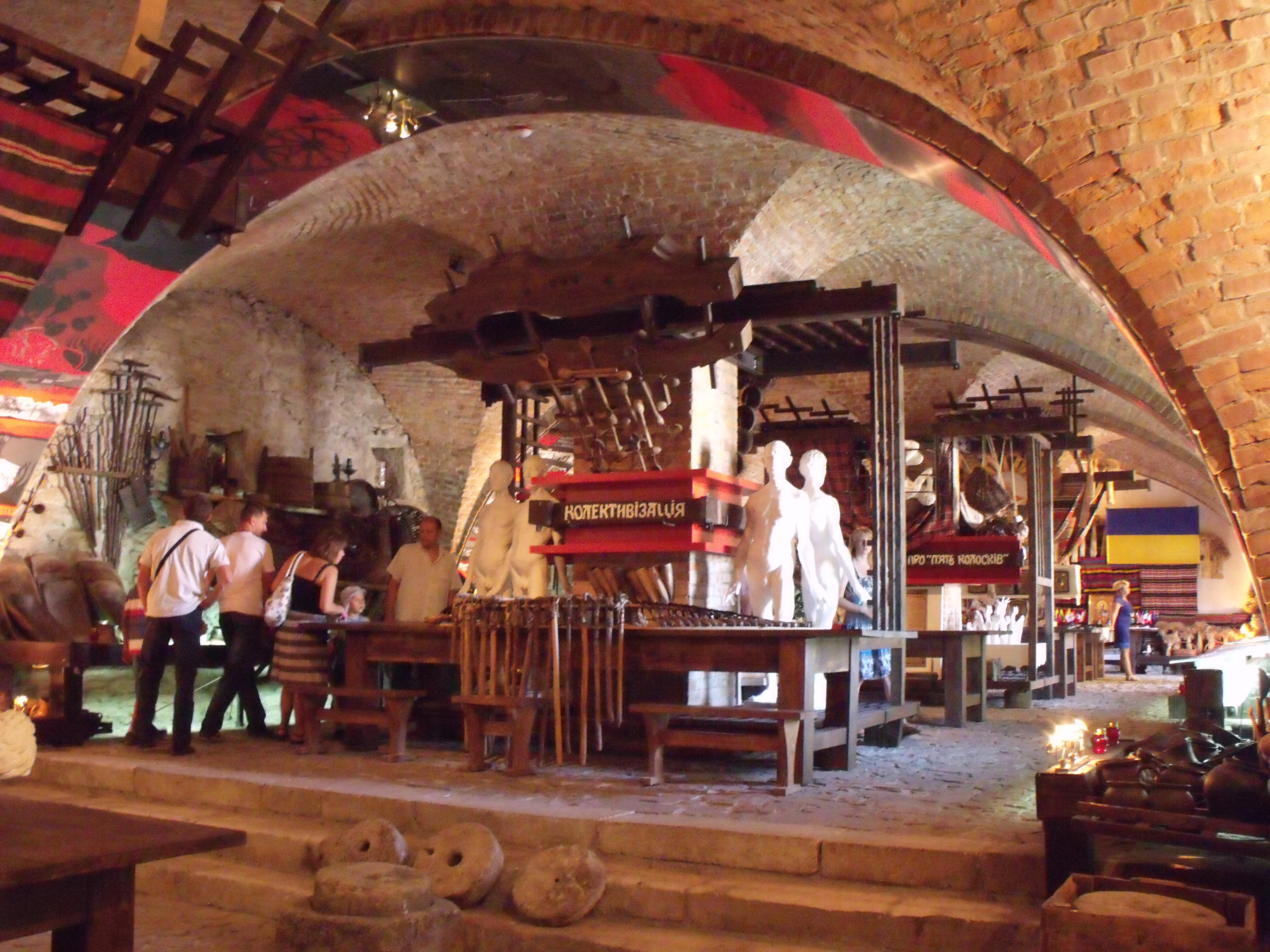
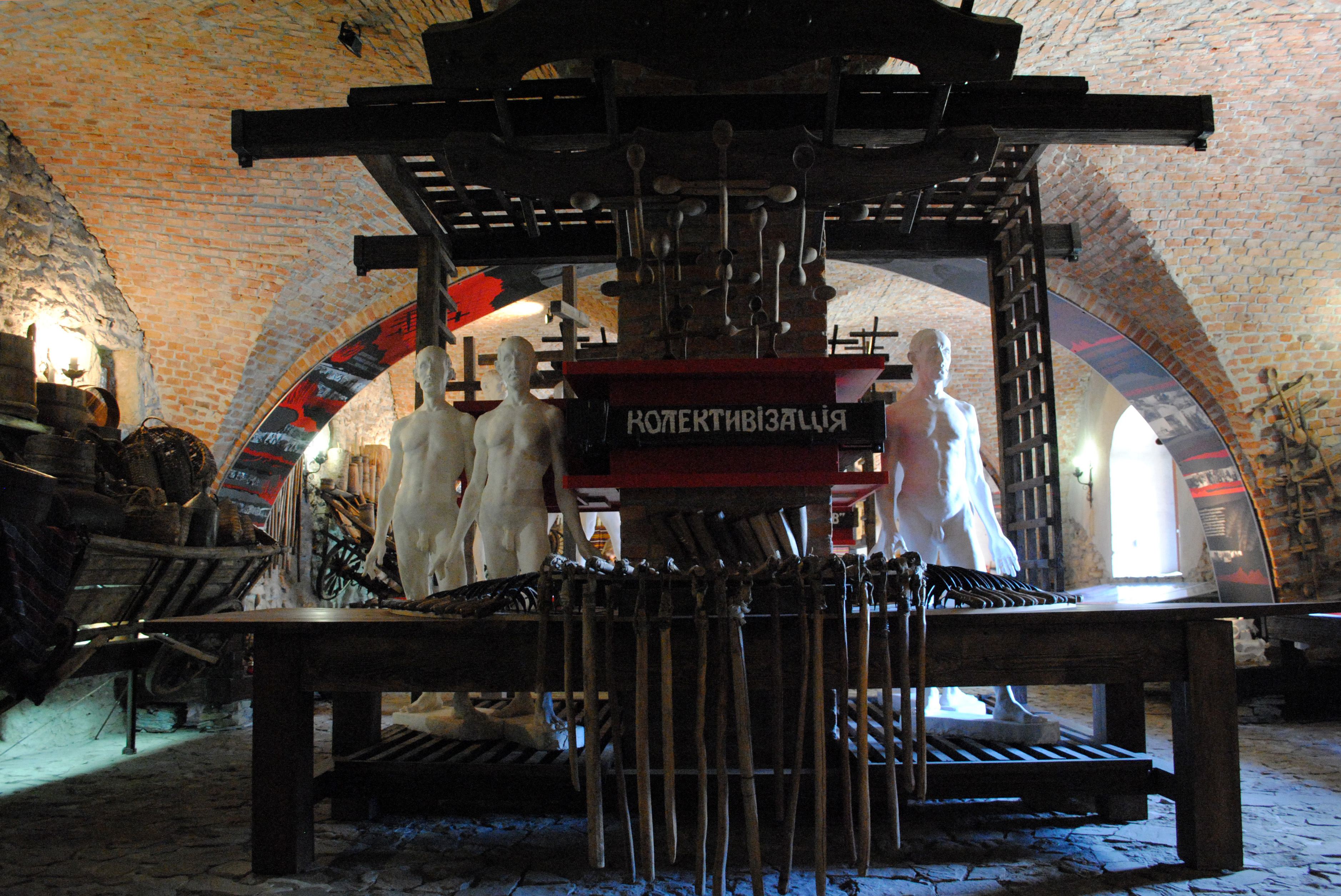
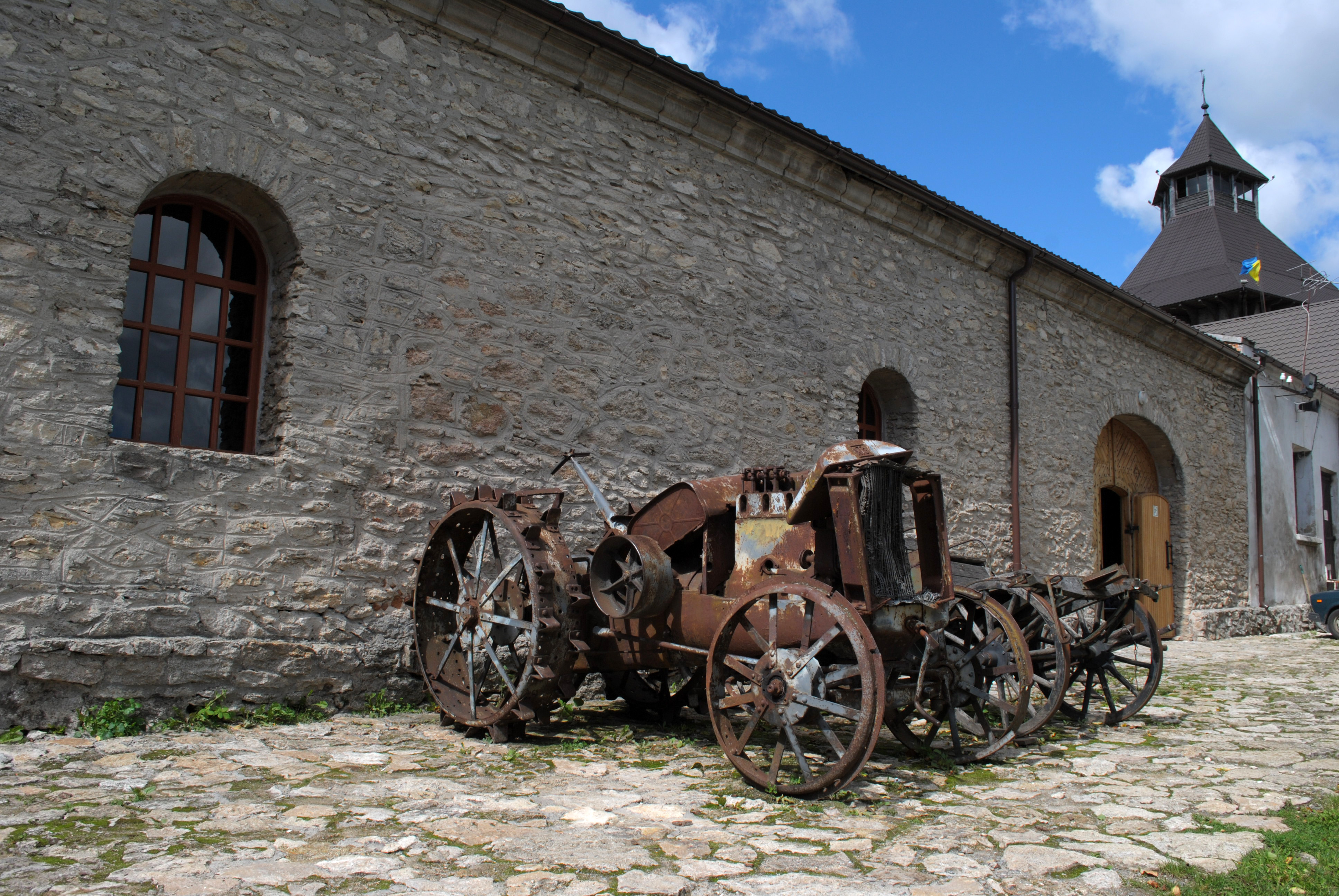

Живопис
- «Доля», «Сівач» (1990)
- «Лісничий». Оргаліт, темпера (1990)
- «На півдорозі життя». Картон, темпера (1990)
- триптих «Попіл сподівань» (1991)
- «Вогняна ніч» (1992)
- цикл «Подільська рапсодія» (1994)
- «Подолянка» (1996)
- «Гори» (2002)
- «Схід сонця», «Двоє», «Люда» (2003)
- «Спогад про Люду» (2004)
- серія «Революція Гідності» (2014—2015)

«Доля». 1990
«Лісничий». 1990

## Відзнаки і нагороди
- І премія МВС СРСР за оформлення дитячого автомістечка (1982)
- Республіканська премія ім. М. Островського (1989)
- Обласні премії: «Корчагінець» (1987), ім. Т. Г. Шевченка (1993), ім. В. К. Розвадовського (1995)
- Міська премія ім. Б. Хмельницького (1996)
- Заслужений художник України (1996)
- «Людина року» (м. Хмельницький) в номінації «Митець» (1998), в номінації «Духовність» (2012)
- Всеукраїнська премія «Золота фортуна» (2001)
- Обласна премія ім. Я.Гальчевського (2003)
- Орден «За заслуги» III ступеня (2007)[16]
- Народний художник України (2008)[17]
- Знак Почесної відзнаки «За заслуги перед Хмельниччиною» (2011)
- Почесний громадянин міста Хмельницького (2012)[18]